# Jalová
Jalová (ungarisch Jármos – bis 1907 Jalova, 1939–1945 Szinnajalova) ist eine Gemeinde im Okres Snina (Prešovský kraj) im äußersten Osten der Slowakei mit 60 Einwohnern (Stand 31. Dezember 2024) in der traditionellen Landschaft Zemplín.

## Geographie

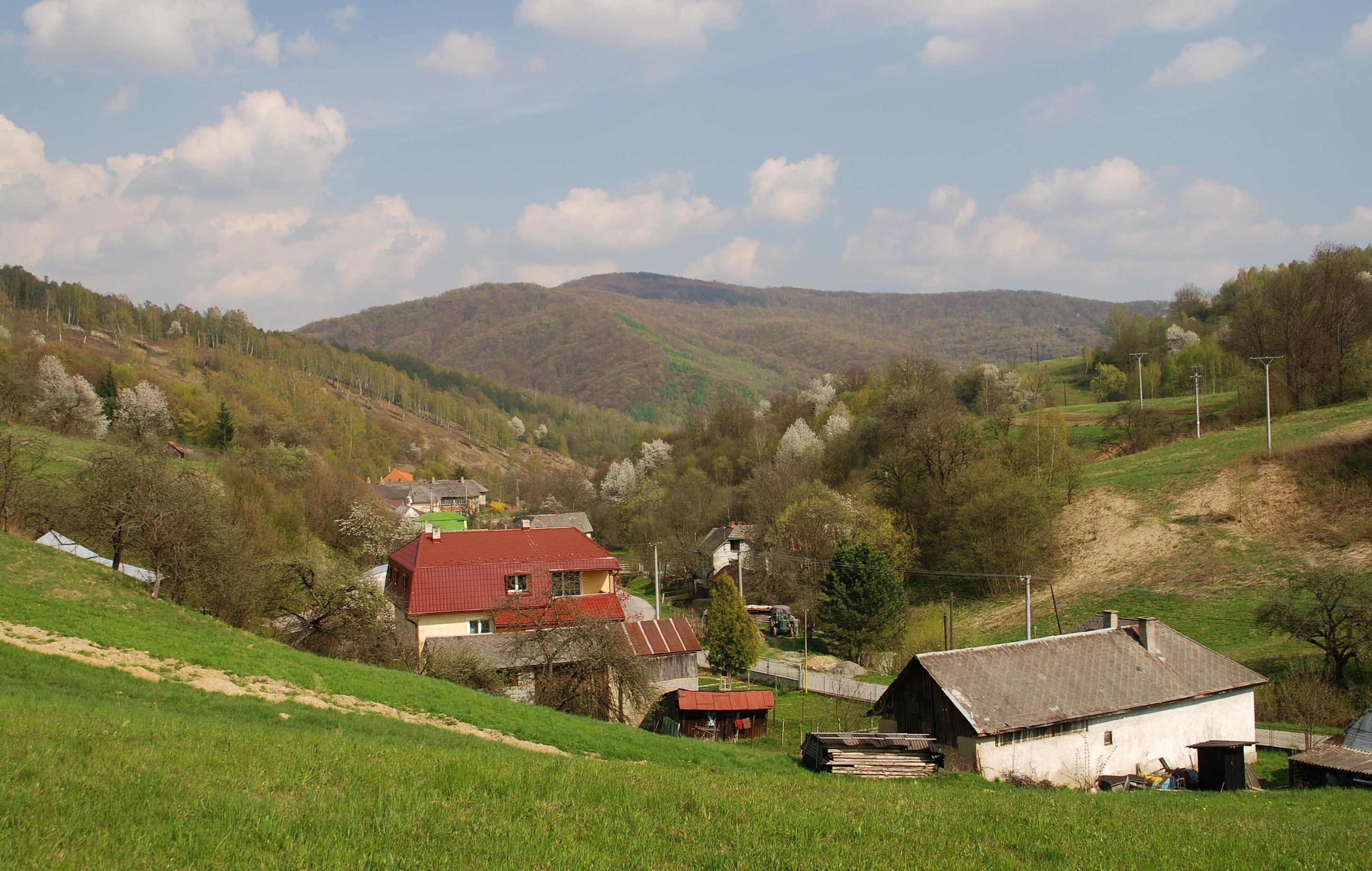
Blick auf Jalová

Die Gemeinde befindet sich am Rande der Niederen Beskiden im Bergland Laborecká vrchovina, am Übergang in das Gebirge Bukovské vrchy, im Tal des Bachs Jalovský potok, der in die Cirocha unterhalb der Staumauer des Starina-Stausees mündet. Das Ortszentrum liegt auf einer Höhe von 349 m n.m. und ist 12 Kilometer von Snina entfernt (Straßenentfernung).
Das Gemeindegebiet wird fast vollständig von der Gemeinde Stakčín (Katastralgemeinden Starina nad Cirochou und Stakčín) umschlossen, nur im Nordwesten hat Jalová eine Grenze zur Gemeinde Pčoliné.

## Geschichte

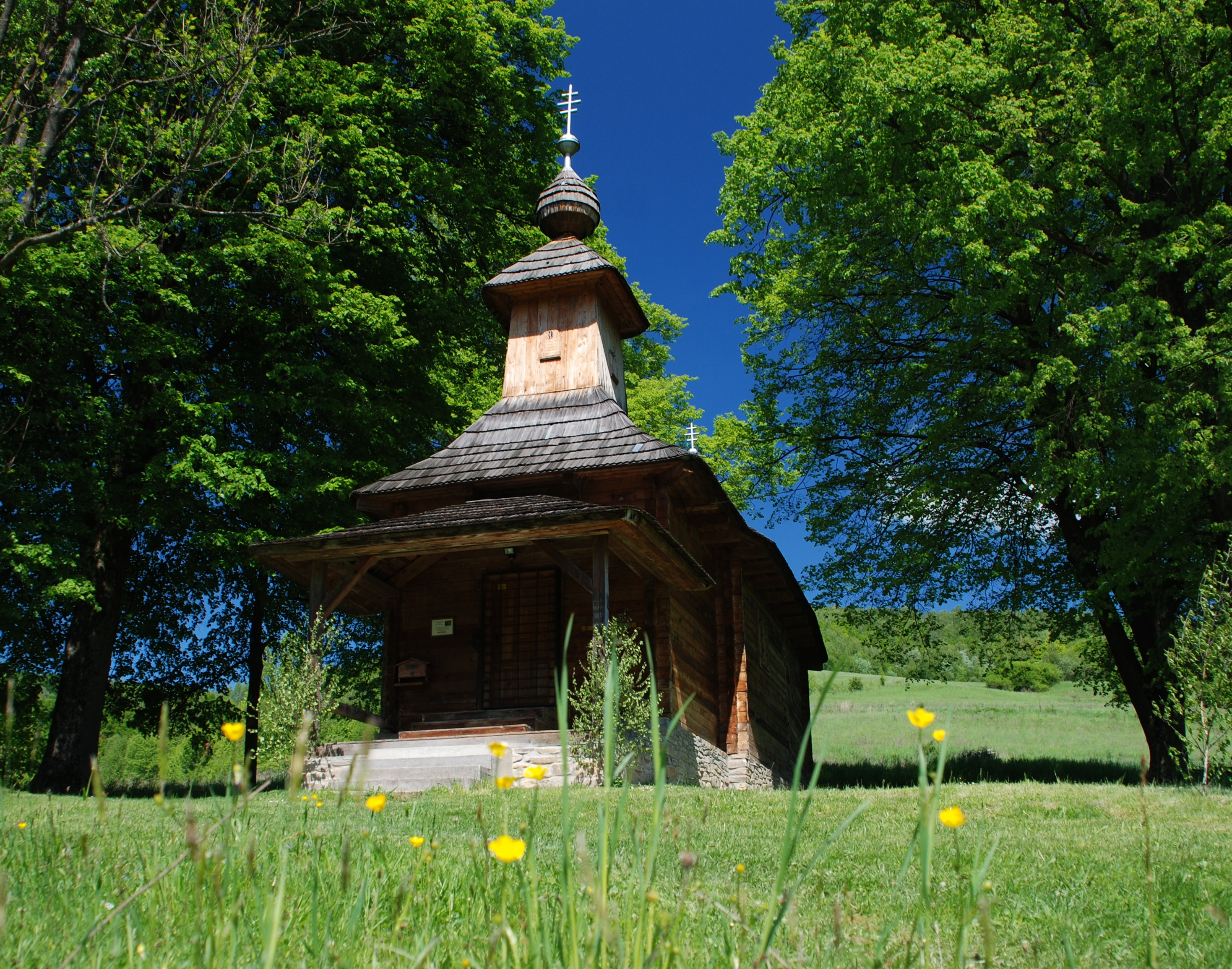
Holzkirche im Ort

Jalová wurde zum ersten Mal 1568 als Jelowa schriftlich erwähnt, weitere historische Bezeichnungen sind unter anderen Jalowe (1773) und Jalowa (1786). Das Dorf war Teil der Drugeth'schen Herrschaft von Humenné, im 18. und 19. Jahrhundert gehörte es den Familien Révész beziehungsweise Benyovszky. 1720 gab es zwei Haushalte. 1787 hatte die Ortschaft 16 Häuser und 148 Einwohner, 1828 zählte man 23 Häuser und 179 Einwohner, die als Fuhrleute, Holzfäller und Köhler tätig waren.
Bis 1918 gehörte der im Komitat Semplin liegende Ort zum Königreich Ungarn und kam danach zur Tschechoslowakei beziehungsweise heute Slowakei. Nach 1918 waren die Einwohner weiterhin in traditionellen Erwerbstätigkeiten beschäftigt. Als Folge des Slowakisch-Ungarischen Kriegs war der Ort von 1939 bis 1944 noch einmal Teil Ungarns. Nach dem Zweiten Weltkrieg pendelte ein Teil der Einwohner zur Arbeit nach Snina und Humenné, die Landwirte waren privat organisiert.

## Bevölkerung
| Jahr                | 1994 | 2004    | 2014     | 2024     |
| ------------------- | ---- | ------- | -------- | -------- |
| Anzahl der Personen | 97   | 89      | 73       | 60       |
| Unterschied         |      | −8,24 % | −17,97 % | −17,80 % |

| Jahr                | 2023 | 2024    |
| ------------------- | ---- | ------- |
| Anzahl der Personen | 63   | 60      |
| Unterschied         |      | −4,76 % |

Nach der Volkszählung 2011 wohnten in Jalová 81 Einwohner, davon 74 Slowaken und fünf Russinen. Ein Einwohner gab eine andere Ethnie an und ein Einwohner machte keine Angabe zur Ethnie. 
41 Einwohner bekannten sich zur orthodoxen Kirche, 19 Einwohner zur griechisch-katholischen Kirche und 10 Einwohner zur römisch-katholischen Kirche. Neun Einwohner waren konfessionslos und bei zwei Einwohnern wurde die Konfession nicht ermittelt.

## Bauwerke
- griechisch-katholische Holzkirche Hl. Georg aus dem Jahr 1792[6]

## Verkehr
Nach Jalová führt nur die Cesta III. triedy 3883 („Straße 3. Ordnung“) von einer Kreuzung mit der Cesta II. triedy 558 („Straße 2. Ordnung“) zwischen Stakčín und Príslop heraus. Der nächste Bahnanschluss ist in Stakčín an der Bahnstrecke Humenné–Stakčín.